# Primăvara arabă
     Guvern înlăturat
     Schimbări în guvern
     Rebeliune armată
     Proteste majore
     Proteste minore
     Alte țări

Harta protestelor:
Guvern înlăturat
Schimbări în guvern
Rebeliune armată
Proteste majore
Proteste minore
Alte țări

Primăvara arabă (arabă الربيع  العربي, ar-rabīˁ al-ˁarabī) a fost o serie de mișcări de protest care au avut loc în mai multe țări din Orientul Mijlociu și Africa de Nord începând cu sfârșitul anului 2010. În principal, acestea au avut loc mai ales în țări arabe unde domnea un regim autoritar sau totalitar. Manifestări de stradă de o amploare deosebită s-au desfășurat în Egipt, Algeria, Yemen, Libia, Iordania, Bahrain, Maroc, Kuweit si Iran, având loc evenimente de mai mică amploare în Sahara Occidentală, Sudan, Djibouti, Cisiordania, Liban, Siria, Irak, Senegal, Arabia Saudită și Oman. În aceeași perioadă s-au desfășurat demonstrații de diferite mărimi și în țări din afara zonei, cum ar fi Somalia, Albania, Serbia, Mauritania și Gabon.
Scânteia care a declanșat mișcările de protest a fost larg recunoscută ca fiind sinuciderea prin auto-incendiere a lui Mohamed Bouazizi în Tunisia la data de 17 decembrie 2010. Acest act a declanșat demonstrații pe scară largă împotriva regimului, care ulterior s-au extins în mai multe țări din zonă. În Egipt, Yemen și Tunisia, demonstrațiile au devenit adevărate revoluții care au dus la înlăturarea președinților tunisian (Zine El Abidine Ben Ali) și egiptean (Hosni Mubarak), iar ulterior și a președintelui yemenit Ali Abdullah Saleh. În Iordania și Cisiordania guvernele au fost dizolvate de către regele Abdullah, respectiv președintele Autorității Palestiniene Mahmud Abbas. Existența mijloacelor de comunicație modernă precum Facebook sau Twitter au înlesnit organizarea revoltei, fapt pentru care guvernele din mai multe țări afectate de proteste au blocat accesul la ele sau chiar la întregul Internet. Accesul mass-media internaționale în mai multe țări a fost sever restricționat, iar reporterii mai multor posturi internaționale (CNN, Al Jazeera etc.) aflați pe teren au fost amenințați, reținuți de către poliție sau chiar bătuți.

## Cauzele mișcărilor de protest
- Regim totalitar sau autoritar
- Corupție
- Rata mare a șomajului
- Inflație
- Creșterea decalajului dintre săraci și bogați
- Procent mare de populație tânără (sub 35 de ani)[1]

## Tunisia și Egipt
Revoluția Iasomiei, așa cum a fost numită acțiunea de protest din Tunisia, a deschis seria acțiunilor din lumea arabă. După o lună de revolte, la 14 ianuarie 2011, Ben Ali, președintele Tunisiei, s-a refugiat în Arabia Saudită. “Ce s-a întâmplat aici va afecta întreaga lume arabă", și chiar așa a fost. Cuvintele îi aparțin lui Zied Mhirsi, un protestatar tunisian, după ce președintele tunisian, Ben Ali, a fost înlăturat de la putere, după ce a condus țara timp de 23 de ani.
Demonstrațiile din Tunisia au fost urmate de cele ale egiptenilor care sperau să înceapă atunci un lung proces de democratizare, care s-a dovedit pana la urmă extrem de anevoios. În data de 11 februarie 2011, președintele Mubarak și-a anunțat demisia, după 30 de ani de dictatură. 

## Libia
Libia a fost următoarea țară unde au început manifestațiile împotriva celui mai longeviv dictator din lumea arabă, Muammar Gaddafi, aflat la putere de 42 de ani. Sfârșitul lui Gaddafi s-a produs la 20 octombrie, după o lungă serie de revolte și lupte dintre susținătorii dictatorului și forțe antiguvernamentale. Primul element comun al revoluțiilor a fost răsturnarea de la putere a patru șefi de stat (Tunisia, Egipt, Libia, Yemen) indiferent de durata și modul în care aceste revoluții s-au produs.  

## Siria și Yemen
După căderea celor trei dictatori, următoarea întrebare a fost cine urmează la rând. Următoarele revolte s-au declanșat în Siria și Yemen. Cei doi lideri, Bashar Al Assad și Ali Abdullah Saleh, au încercat să se mențină la putere, lansând numeroase promisiuni de democratizare, pentru oprirea violențelor. Protestele în Yemen au durat 10 luni timp în care s-au produs masacre în aproape fiecare zi. 
Președintele Saleh în tot acest timp, a promis o serie de reforme politice care să îmbunătățească traiul cetățenilor,  însă poporul nu a renunțat până când acesta nu și-a semnat demisia, după 32 de ani de președinție. Același lucru nu se poate spune despre Siria, unde forțele rebele luptă încă împotriva regimului Asad, care refuză să predea puterea în ciuda violențelor și evenimentelor grave care au încălcat drepturile omului.

## Elemente comune

### Rezistența șefilor de stat
Toate aceste revoluții au avut ca punct comun, rezistența impresionantă a șefilor de stat, care s-au zbătut până în ultimul moment să-și păstreze scaunul, indiferent de consecințe. Aceste revoluții nu au fost inițiate neparat sau numai de către islamul politic radical, mișcările islamiste sau islamul militant, ci au fost începute de mase populare cuprinzând toate păturile sociale.

### Prezența feminină
Un element comun și nou în aceste mișcări, este prezența feminină la proteste. O prezență cu totul remarcabilă au avut-o femeile din diferite clase sociale. Femeia arabă care de regulă se poziționează întotdeauna în spatele bărbatului, de această dată este în fruntea acestor revolte având un cuvânt de spus. Tradițiile conservatoare nu au mai împiedicat-o să-și exprime opinia, să iasă în stradă și să repete sloganuri alături de bărbați, luptând pentru o transformare democratică a societății arabe. 
Numeroase femei au ieșit în stradă în Tunisia, Libia, Egipt și Yemen, înregistrând o prezență neașteptat de mare și activă încă din primele zile ale începerii revoluțiilor arabe. Și mai remarcabilă este prezența feminină în Yemen, unde cultura de trib este încă răspândită în această țară, precum și tradițiile conservatoare care încă decid comportamentele indivizilor fie ei bărbați sau femei. 
Deși nu era de așteptat ca femeia să aibă un rol influent în procesul de schimbare, cu toate acestea rolul jucat de femei s-a dovedit a fi unul foarte important. Participarea lor la începutul revoltelor a fost slabă, limitându-se la jurnaliste celebre și femei de un anumit nivel intelectual, ca mai apoi să li se alăture și restul femeilor, din diferite clase sociale, cu studii sau fără, ajungând să înregistreze cea mai mare adunare feministă, sub denumirea de “Tineret fără partide”. Pe date de 8 martie, ziua internațională a femei, prezența în acest marș a fost semnificativă, de peste 3000 de femei. 
Participarea feminină în țările implicate nu s-a rezumat doar la marșuri, ci au existat și reacții în plan profesional: medici în spitale, asistente medicale, ziariste, ce au sprijinit procesul de schimbare prin articolele lor și prin prezența la fața locului. Unele dintre ele au ajuns să conducă aceste marșuri și să se adreseze mulțimilor, inspirând entuziasmul în rândul tinerilor. 
Tawakkul Karman, Mama Revoluției din Yemen, Regina Bilqis a II-a sau Doamna primăverii arabe, cum i se mai spune, a dovedit că femeia poate deveni un exemplu, aceasta fiind prima femeie arabă laureată la premiul Nobel pentru Pace. Ea a luptat pentru drepturile femeilor, democrație și  pentru pace in Yemen, atât înainte, cât și după "primăvara arabă". Ea face parte din cel mai mare partid de opoziție, este membru al Parlamentului, de la 32 de ani, dar și mamă a trei copii. A condus marșuri studențești și și-a instalat cortul în Piața Revoluției din Sanaa, timp de trei luni. Tawakkul Karman a devenit un exemplu concret că femeia arabă este o forță și că avut rolul ei necontestat în aceste revoluții, riscându-și viața pentru a atinge obiectivul dorit, dovedind o revenire puternică la rolul femeii social și politic ce amintește de rolul important al femeii despre care se vorbește, încă de la începuturile islamului. 

### Rețelele de socializare
Rețelele de socializare au avut rolul lor în  menținerea mișcării arabe și au intervenit acolo unde exista un deficit de comunicare socială, prin furnizarea de știri, susținute prin fotografii și martori ce povestesc la fața locului. Acest lucru a permis canalelor de știri să redea povești și incidente ce puteau fi omise sau ignorate, din simplul motiv ca mass-media clasică nu a putut ajunge de multe ori în zonele de criză, din pricina interdicțiilor în unele cazuri sau problemelor din stradă ce au făcut accesul ziariștilor să fie tot mai greu. Aceste rețele care au reușit să unească tineri din diferitele colțuri ale lumii arabe. 
Acest lucru a devenit o problemă pentru guverne, care au constatat că aceste rețele au devenit instrumente importante pentru sprijinirea revoluțiilor și de comunicare între revoluționari. Astfel, guvernelor arabe, temându-se de puterea internetului de a scoate oamenii în strada, au blocat accesul la Internet, fară prea mult succes însă, activiștii online reușind, în cele din urmă, să-și facă auzită vocea și să continue mobilizarea maselor. 
Pe de altă parte, se poate spune că primăvara arabă a fost și este rezultatul protestelor de pe Internet, încarnarea manifestațiilor on-line, oamenii mobilizându-se pe rețelele sociale, îndeosebi pe Facebook, dar și pe Twitter, ca mai apoi, să iasă in stradă. Însă despre această situație se poate discuta doar în ceea ce privește Revoluția din Egipt, unde protestele au izbucnit, in mare parte, pe Internet. În privința Războiului civil din Libia, sau a Revoluției din Tunisia, situația a fost cu totul alta, deja se formase un ecou in Lumea Arabă, trăgaciul fiind declanșat de către celelalte proteste. Și totuși, în Tunisia, spre exemplu, mobilizarea tinerilor pe Internet a devenit și mai mare odată ce au început protestele, răspândindu-se pe toate rețelele sociale numeroase videoclipuri, fotografii și texte, menite să-i scoată și pe ceilalți oameni în stradă. Același lucru se poate spune și despre Yemen, unde majoritatea populației nu are acces la internet, deci nu se poate spune că internetul a declanșat revoluția, însă a ajutat la menținerea ei. 
Prin urmare, atunci când vorbim de “primăvara arabă”, nu putem să negăm rolul major pe care Internetul l-a jucat, chiar dacă, cel mai probabil, cei mai mulți oameni au ieșit in stradă, nu datorită Internetului, ci pentru o cauză comună. 

## Simbolism
Piețele mari din orașele revoluționare, unde au avut loc adunări de amploare, au devenit un simbol comun al acestor revolte și au fost numite “piețele martirilor”. Pictura pe față, sloganurile legate de căderea președinților și sloganul Irhal (”pleacă”), prezente în mișcările arabe, manifestațiile în număr mare în zilele de vineri, zi cu o semnificație religioasă foarte importantă în cultura musulmană, fiind ziua sfântă  în care se adună toți la rugăciune, denumirea marșurilor din zilele de vineri cu denumiri specifice, cum spre exemplu Vinerea Martirilor, Vinerea dreptății sau Vinerea luptei împotriva corupției etc., instalarea corturilor de către revoluționari în piețe, toate aceste aspecte au fost comune în desfășurarea revoluțiilor. Chiar dacă motivele izbucnirii revoltelor au variat de la o țară la alta, totuși mișcările arabe au fost foarte asemănătoare între ele și au mers pe același tipar. Mai mult, cele care s-au încheiat deja, au avut același sfârșit, și anume căderea guvernului. Așadar, se poate spune că aceste revolte populare  și setea de libertate i-au unit pe arabi, chiar dacă la un moment dat păreau să fie dezbinați pentru totdeauna. 